# Рузбег Чешмі
Рузбег Чешмі (перс. روزبه چشمی, нар. 24 липня 1993, Тегеран) — іранський футболіст, захисник клубу «Естеглал».
Виступав, зокрема, за клуб «Саба Ком», а також національну збірну Ірану.

## Клубна кар'єра
Народився 24 липня 1993 року в місті Тегеран. Розпочав займатись футболом у клубі «Пайкан», з якого 2008 року потрапив у академію «Персеполіса». У 2011—2013 роках грав за «Могавемат Тегеран» для завершення його обов'язкової військової служби.
У 2013 році підписав професійний контракт з клубом «Саба Ком», в якому провів два сезони, взявши участь у 49 матчах чемпіонату. Більшість часу, проведеного у складі «Саба Кома», був основним гравцем захисту команди.
30 червня 2015 року підписав дворічний контракт з «Естеглалем». У новому клубі Чешмі вирішив взяти 4-ий номер, який раніше носив Амір Хоссейн Садеґі. 30 липня 2015 року дебютував за клуб у матчі проти «Сіях Джамегана». 3 березня того ж року порвав хрестоподібну зв'язку в матчі проти «Падіде», через що пропустив частину сезону. Чешмі також пропустив першу половину сезону 2016/17. 29 червня 2016 року він підписав новий трирічний контракт з «Естеглялем». В грудні повернувся на тренування.
Свій перший гол за клуб забив 20 вересня 2017 року в матчі проти команди «Зоб Ахан». 13 лютого 2018 року Чешмі дебютував у азійській Лізі чемпіонів у матчі проти катарського «Аль-Раяна». Станом на 2 червня 2018 року відіграв за тегеранську команду 48 матчів в національному чемпіонаті.

## Виступи за збірні
2008 року дебютував у складі юнацької збірної Ірану. З командою до 16 років був учасником Юнацького кубка Азії 2010 року. на якому зіграв у трьох матчах. Всього взяв участь у 15 іграх на юнацькому рівні, відзначившись одним забитим голом.
Протягом 2011—2016 років залучався до складу молодіжної збірної Ірану. У 2012 році ставав переможцем юнацького чемпіонату АФФ, а також був учасником Кубка Співдружності та юнацького чемпіонату Азії. У складі олімпійської збірної був учасником молодіжного чемпіонату Азії у 2013 році та Азійських ігор в Інчхоні 2014 року. Всього на молодіжному рівні зіграв у 28 офіційних матчах, забив 4 голи.
31 серпня 2017 року Чешмі дебютував за національну збірну Ірану у матчі кваліфікації на чемпіонат світу 2018 року проти збірної Південної Корея, а вже наступного року з командою відправився на чемпіонат світу 2018 року у Росії[недоступне посилання з 01.06.2018].

## Досягнення
- Про-ліга Ірану
  -  Чемпіон (1): 2021/22

- Кубок Хазфі
  -  Володар (2): 2017/18, 2024/25

- Суперкубок Ірану
  -  Володар (1): 2022